# 島谷ひとみのkeep up spirits!
島谷ひとみのkeep up spririts!（しまたにひとみのきーぷあっぷすぴりっつ）は、文化放送で放送されていたラジオ番組。パーソナリティは島谷ひとみ。

## 概要
デビュー間もない1999年に開始された、島谷ひとみの初のレギュラー番組。当時は演歌歌手で、番組名も『島谷ひとみ 瞳をみつめて（しまたにひとみひとみをみつめて）』だった。その後、番組名や放送時間、スタッフの変更、島谷自身のJ-POPへの転向等を経て現在に至る。
2011年4月2日の放送が最終回となった。

## コーナー
- HITOMI's EYE（ヒトミズ・アイ）（前・今週の○○なひとみ“こんしゅうのまるまるなひとみ”）

最近の島谷が体験した出来事や、ハマっているものなど、今すぐお薦めしたいものなどを紹介するコーナー。
- 恋de素敵ニー（こいですてきにー）（前・YUME日和のちLOVE日和“ゆめびよりのちラブびより”）

リスナーから恋愛にまつわる悩み相談やオノロケ話を募集。2006年9月ごろから極稀にリスナーに直接電話することもある。
- LOVER'S KISS（ラバーズ・キス）

島谷が出演した2004年サンギ『ナノテク・アパガード』のCMのキャッチコピー「エナメルキス」から、リスナーからのキスにまつわる話を募集するコーナー。
- MELODY FOR YOU（メロディー・フォー・ユー）

リスナーが島谷に聴かせたい曲をリクエストするコーナー（洋楽邦楽ジャンル問わず）
男歌～cover song collection～発売以降は『島谷ひとみにカバーしてほしい曲』も募集している。

## 備考
- 番組で紹介されたリスナーには、番組オリジナル島谷グッズが贈られる（連絡先が記載されている投稿のみ）。

## ゲスト
それまでは島谷が1人で語る番組方式であったが、2007年からゲストを招くこともあった（これまでの出演者・下記日付は文化放送での放送日）。
- 2007年
  - 国仲涼子（1月8、15日）
  - 上原多香子（3月12日）
  - 川嶋あい（4月9日）
  - Pistol Valve（cotton と アンドー!が出演）（5月14日）
  - 伊調千春・伊調馨・吉田沙保里選手（女子レスリングのメダリスト）と 栄和人監督（10月1日）
  - 鈴木蘭々（12月24日）
- 2008年
  - 土屋アンナ（2月11日）
  - LOW IQ 01（6月2日）
  - 川嶋あい（6月9日））
  - GooF（SOFFet）（6月23日）
  - 良知真次 と 宇野まり絵（9月29日）
- 2009年
  - 京谷陽子（3月9日）

## ネット局・放送時間
| 放送地域   | 放送局        | 曜日   | 放送時間      | 備考   |
| ---------- | ------------- | ------ | ------------- | ------ |
| 山形県     | 山形放送(YBC) | 水曜日 | 21:00 - 21:30 |        |
| 茨城県     | 茨城放送(IBS) | 火曜日 | 21:30 - 22:00 |        |
| 関東広域圏 | 文化放送      | 金曜日 | 24:30 - 25:00 | 制作局 |
| 山梨県     | 山梨放送(YBS) | 月曜日 | 20:00 - 20:30 |        |
| 高知県     | 高知放送(RKC) | 木曜日 | 23:30 - 24:00 |        |

## かつてネットしていた放送局
- HBCラジオ
- 秋田放送
- 山形放送
- ラジオ福島
- 信越放送
- 北日本放送
- 北陸放送
- 西日本放送
- 中国放送
- 長崎放送
- NBCラジオ佐賀
- 山梨放送
- 静岡放送
- 山陽放送
- 大分放送